# Katsuobushi

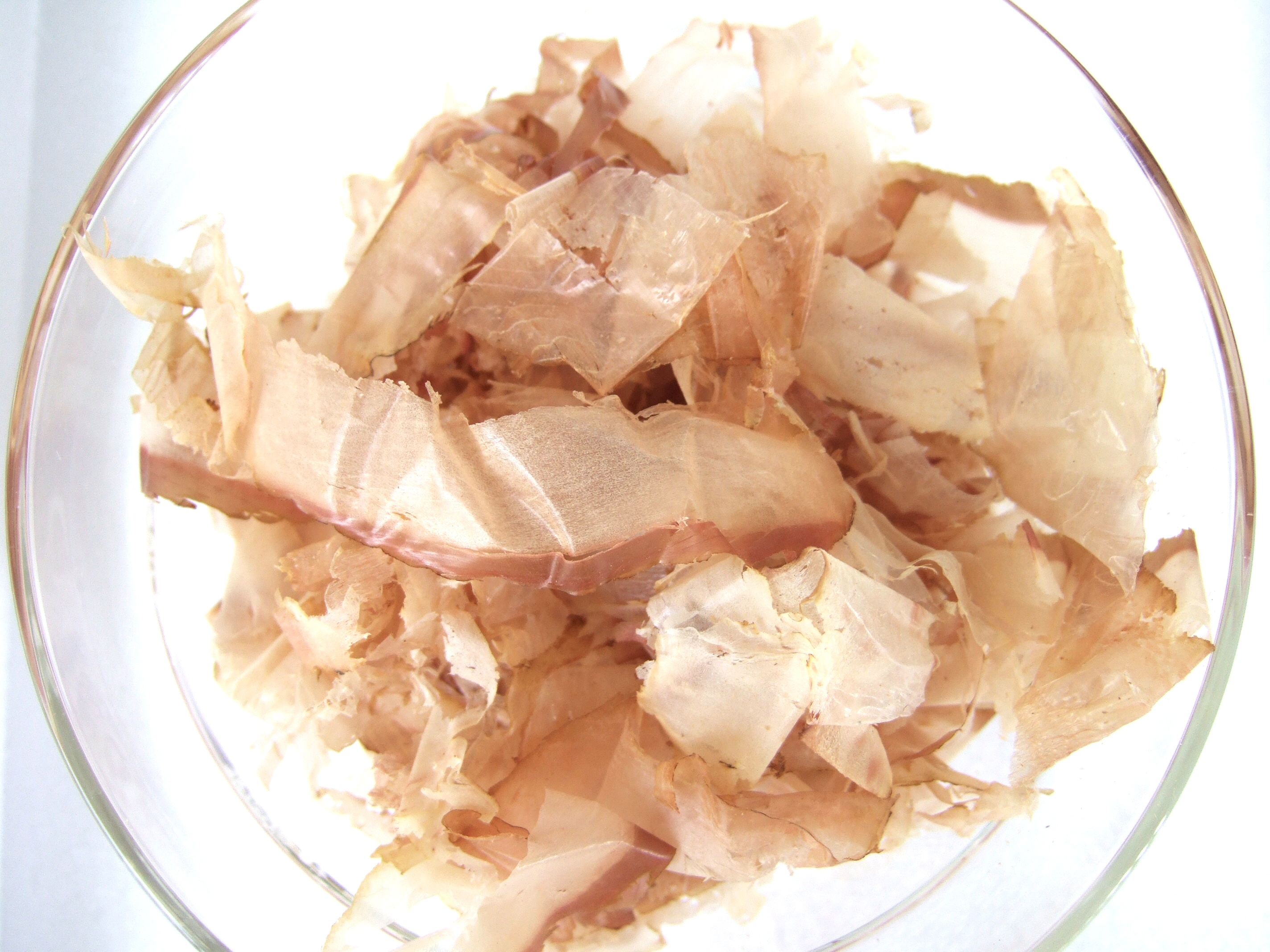
Katsuobushi ralado

Katsuobushi (鰹節) é uma conserva seca de carne de atum-bonito (Katsuwonus pelamis). Na culinária japonesa, ele é ralado em lascas e depois utilizado para o preparo de caldos ou como cobertura de pratos como okonomiyaki, takoyaki e saladas.

## Modo de preparo

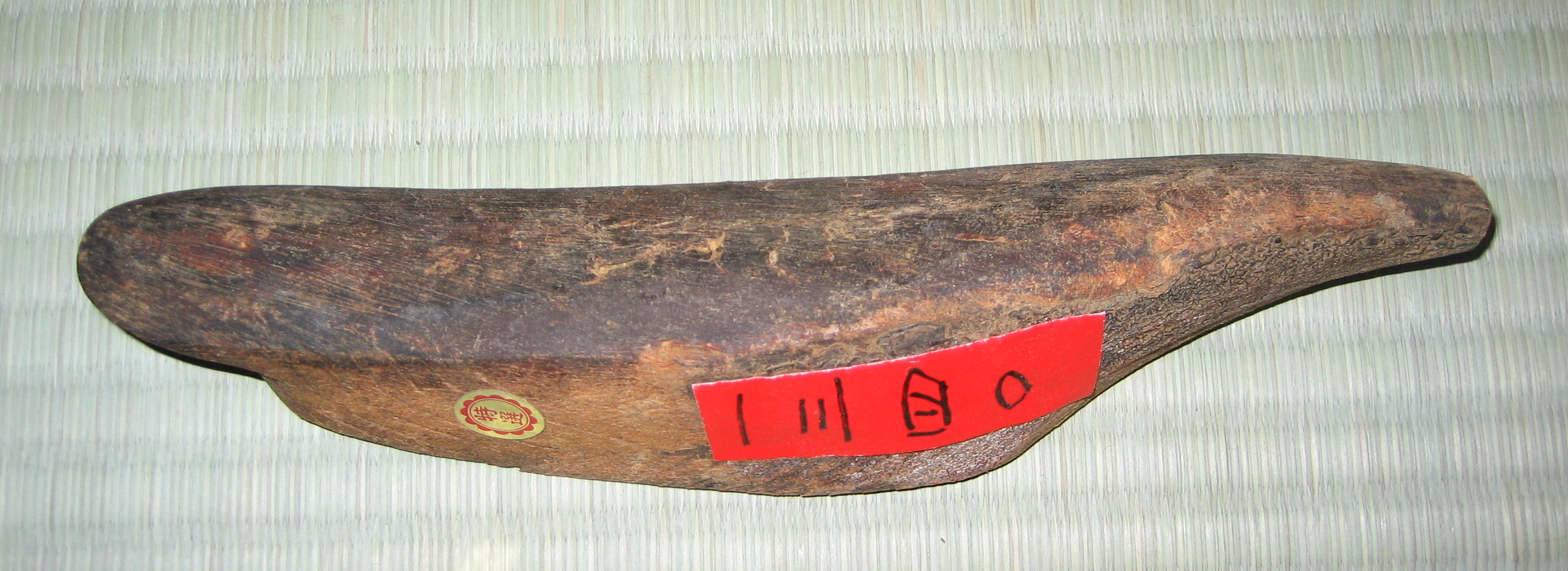
Bloco inteiro de katsuobushi

Primeiro, o katsuobushi é ralado em lascas finas, utilizando um ralador próprio. As lascas cruas podem ser utilizadas como cobertura de diversos pratos ou cozidas em água quente para obter um caldo base.
O caldo feito a partir do katsuobushi é rico em ácido inosínico e pode ser classificado em 2 tipos: ichiban dashi (o primeiro caldo) e niban dashi (o segundo caldo). O primeiro caldo possui um aroma forte e sofisticado, enquanto que o segundo caldo é rico em umami.

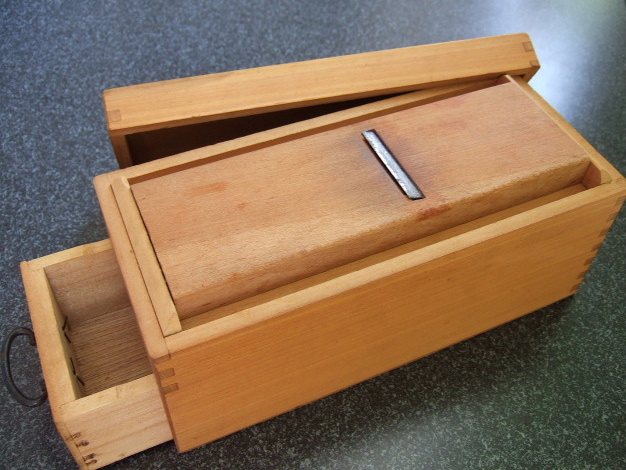
Ralador de katsuobushi

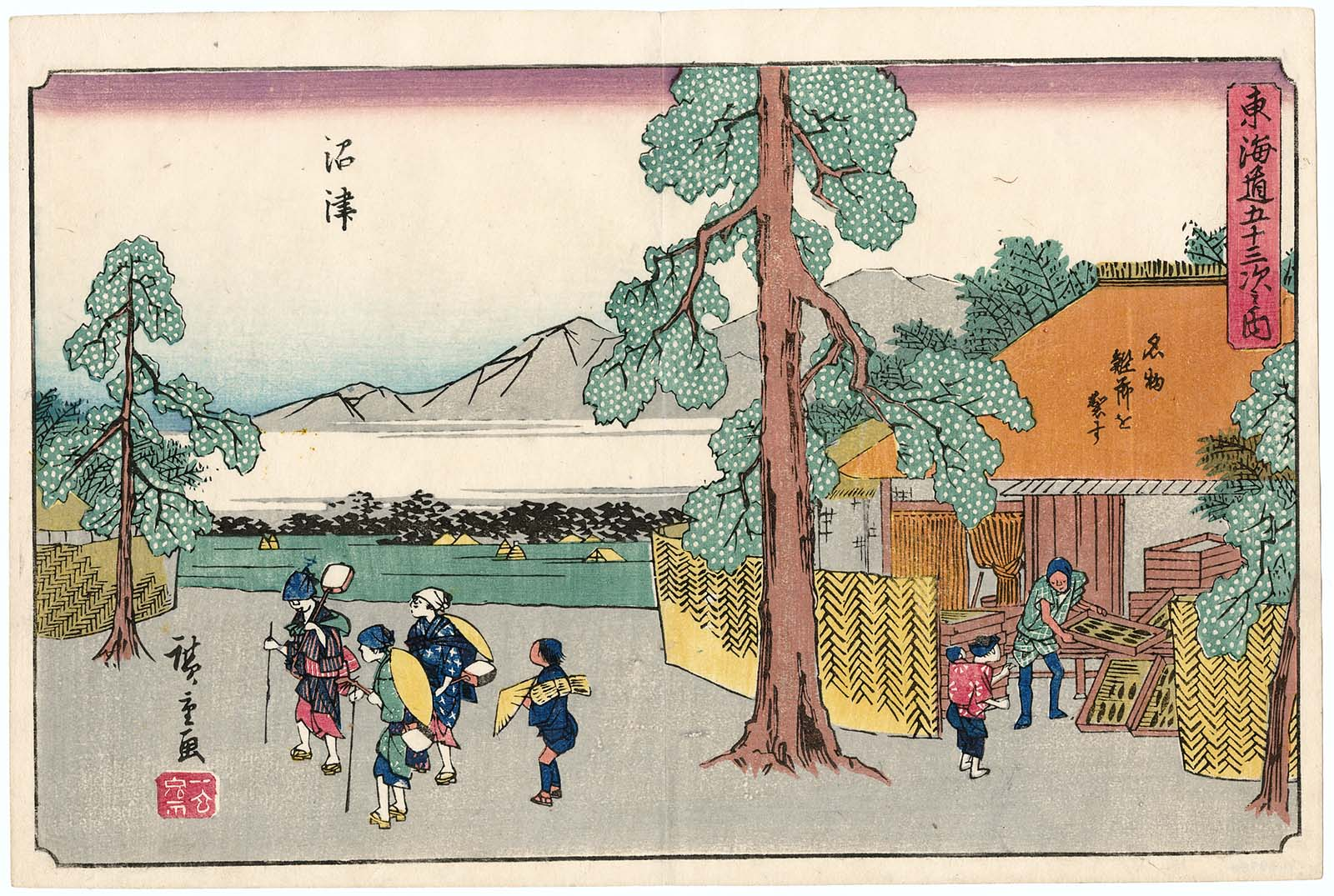
Loja Katsuobushi(Hiroshige)

O primeiro caldo é feito da seguinte forma:
1. Introduza as lascas de katsuobushi em água bem quente.
2. Logo que a água começar a ferver, desligue o fogo.
3. Espere as lascas afundarem e depois coe o caldo.

O segundo caldo é feito da seguinte forma:
1. Reutilize as lascas usadas para extrair o primeiro caldo.
2. Coloque as lascas numa panela com água e aqueça-os.
3. Quando a água ferver, abaixe o fogo e cozinhe em fogo fraco por 10 minutos.
4. Depois que desligar o fogo, espere as lascas afundarem e em seguida coe o caldo.

## História
Desde tempos remotos, as conservas secas de atum-bonito eram produzidas e consumidas no Japão. No primórdio, estas ainda não eram defumadas nem fermentadas por fungos, mas ao longo dos anos, a maneira de preservar este peixe foi evoluindo.
Durante o Período Muromachi (1336-1573), foi iniciado o método de defumação do katsuobushi. A região de Kumano, localizada na parte sul da Província de Kii, se destacou na produção destes peixes defumados. O katsuobushi de Kumano, chamado de kumanobushi, predominou até o início do Período Edo (1603-1868).
Em 1674, a receita de kumanobushi foi introduzida e aprimorada na Província de Tosa por Jintaro, um homem natural da Província de Kii. Jintaro substituiu as palhas utilizadas na defumação por lenhas de carvalhos japonês e também formulou as bases para o método de polvilhamento de fungos (kabizuke). No início, os katsuobushis produzidos em Tosa eram bastante vulneráveis ao bolor, o que desvalorizavam-nos comercialmente. Para resolver este problema, os katsuobushis foram secados mais minuciosamente, com secagem ao Sol além da defumação. E também foi introduzido o método de pulverização de fungos benéficos para neutralizar os maléficos. Assim, o katsuobushi de Tosa alcançou um elevado nível de qualidade, se tornando um dos principais produtos de exportação da Província, e recebeu o nome de tosabushi (o katsuobushi de Tosa). O segredo de tosabushi foi guardado nas Províncias de Tosa, aonde o método foi desenvolvido, e Kii, a terra natal de Jintaro, o responsável pela inovação.
Em 1801, Yoichi, um mestre de katsuobushi da Província de Kii, transmitiu o segredo do tosabushi para a Província de Izu, onde a receita do tosabushi foi aperfeiçoada. O katsuobushi passou a sofrer o processo de kabizuke (polvilhamento de fungos) por mais de duas vezes e também foi elaborado um método de obter um produto final mais seco e livre de gorduras. O katsuobushi de Izu, aclamado como izubushi, se tornou uma grande referência junto com o tosabushi. A partir de então a receita do katsuobushi moderno se espalhou por todo o Japão.
O método mais comum de produção na atualidade, conhecido como karebushi (ou yaizubushi), é uma receita que evoluiu a partir do izubushi.

## Tipos
O katsuobushi é basicamente classificado em 2 tipos, dependendo se está polvilhado de fungo ou não:
- Arabushi (ou satsumabushi): atum-bonito cozido e defumado. Produz um dashi vigoroso e profundo, sendo utilizado como matéria-prima de hanakatsuo. Porém, não possui muita resistência ao calor, formando mofo com facilidade em ambientes quentes.[1][7]
- Karebushi: arabushi polvilhado de fungo (Aspergillus glaucus). O caldo preparado por este katsuobushi fica suave e refinado.[1][8]

## Como é feito[9]
Um dos processos tradicionais de produção de katsuobushi, segue os seguintes passos:
1. Corte. Primeiro a cabeça do atum-bonito é decepada. Em seguida, os seus órgãos internos e a sua coluna vertebral  são extraídos.[10]
2. Cozimento. Os peixes, processados na etapa anterior, são colocados em cesta própria para cozinhar em água quente. O cozimento é realizado durante 60 a 90 minutos, em água à temperatura de 75ºC a 98ºC, variando de acordo com o estado do pescado.[11]
3. Desossamento. Nesta etapa, os bonitos cozidos, depois de esfriados, têm as espinhas retiradas.[12]
4. Defumação. Os peixes cozidos e limpos são defumados por 1 hora. Após a primeira defumação, eles são deixados em repouso por alguns dias e, depois, defumados de 6 a 8 horas. Este processo é repetido mais de 10 vezes até a carne ficar totalmente desidratada. Ao final desta etapa, é formado o katsuobushi do tipo arabushi (também chamado de satsumabushi).[13][14]
5. Kabizuke. A superfície do arabushi é raspada e secada ao Sol. Em seguida, pulveriza-se o fungo Aspergillus glaucus sobre a superfície e coloca-se em repouso em um local fechado e úmido, com a temperatura entre 35ºC a 40ºC, durante 2 a 3 semanas. Depois é retirado e secado ao Sol novamente. Após repetir este processo de 2 a 4 vezes, estará formado o katsuobushi do tipo karebushi.[8]